# Kaschk

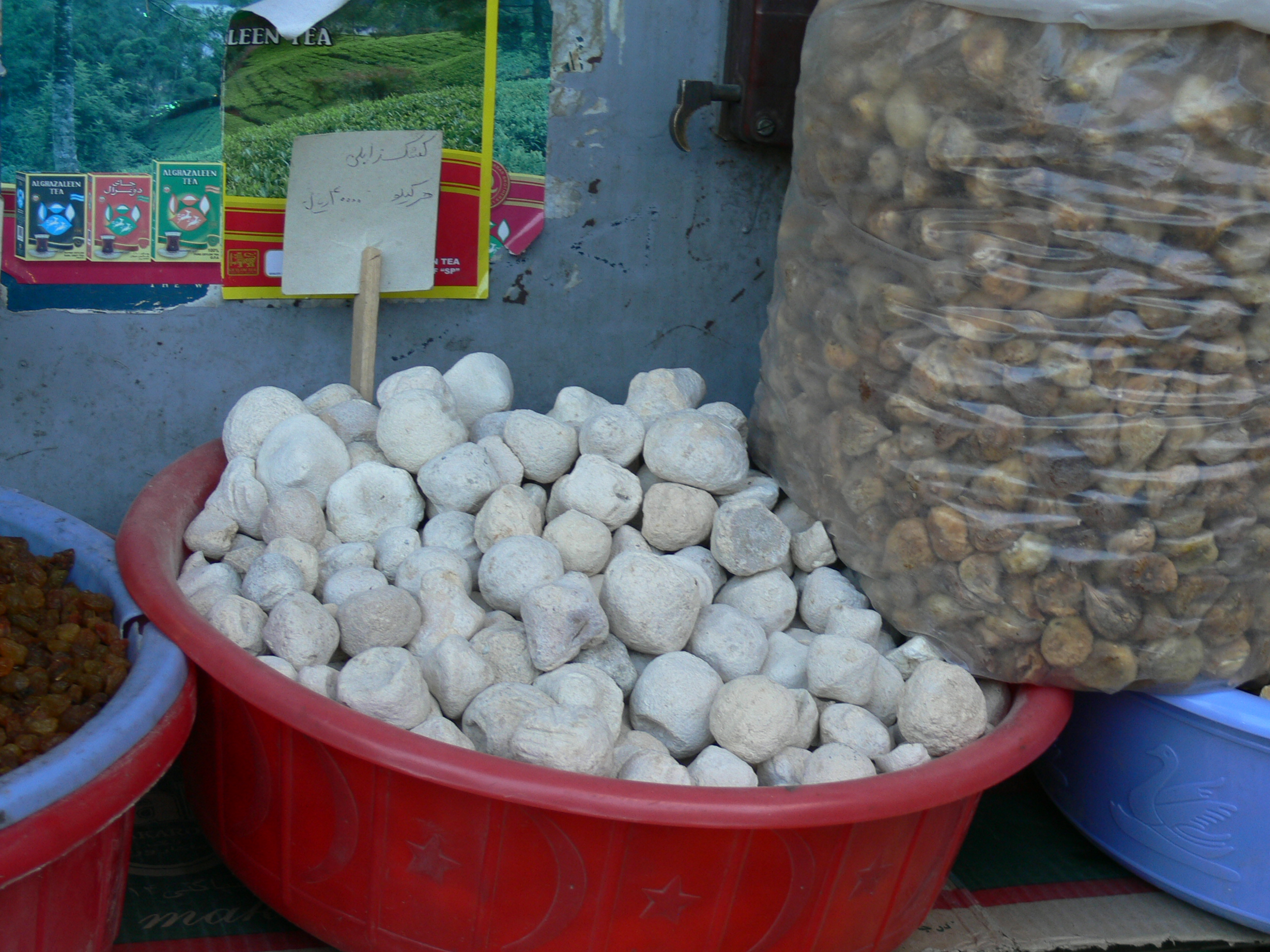
Kaschk: Trockenjoghurt

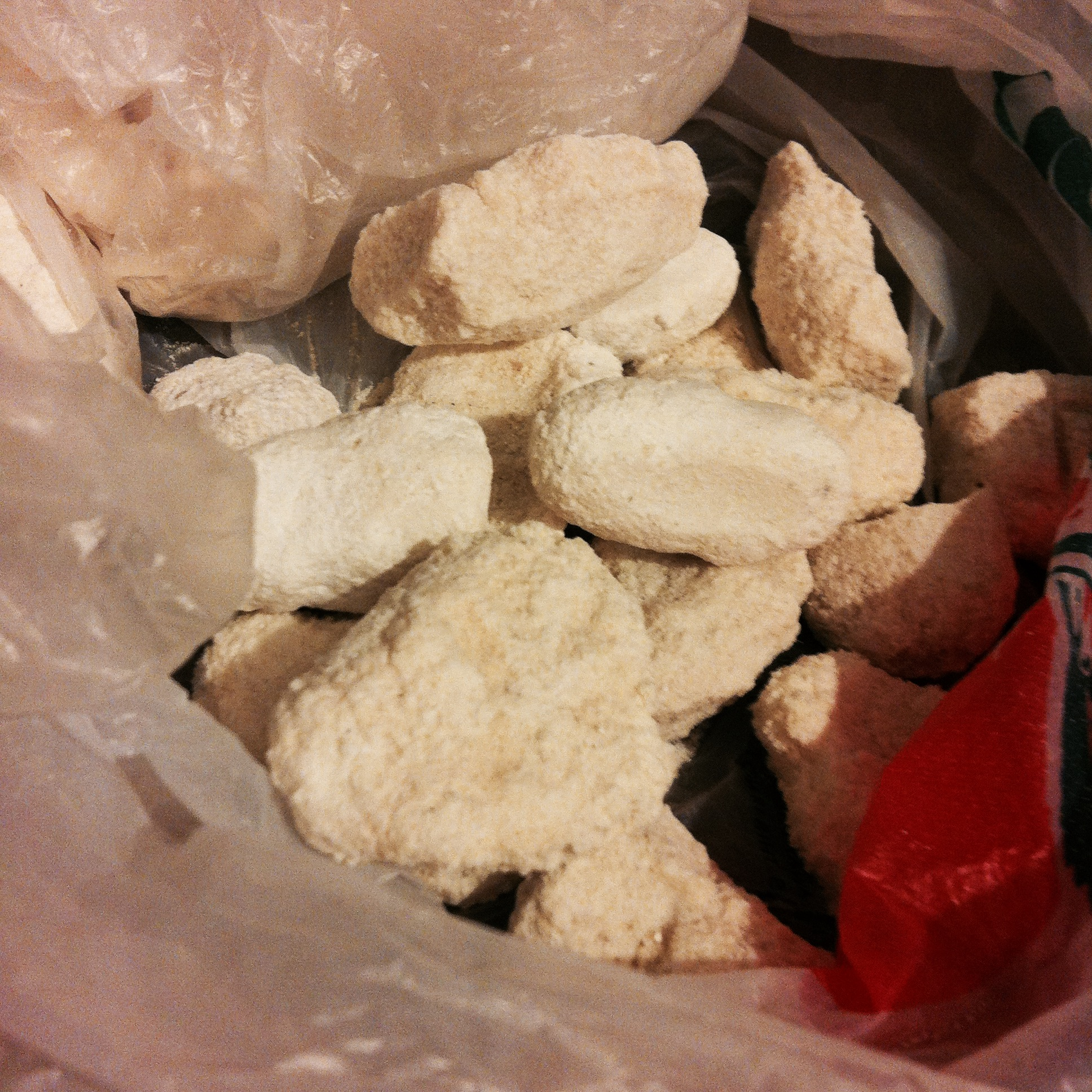
Kasachischer Kurt

Kaschk (englisch Kashk, persisch کشک, DMG kašk, kasachisch құрт) ist eine getrocknete Joghurtmasse, die mit Wasser – eventuell unter Zugabe von Weizenschrot – zu einem weißen Brei aufbereitet und gewürzt wird. In der Mischung mit Weizen entsteht in der syrischen und libanesischen Küche die Suppe Kishk. In der persischen Küche wird Kaschk zu verschiedenen Gemüsen gereicht, so zum Beispiel mit gekochten oder gegrillten Auberginen als Kashk-e Bademjan. Auch ist es Bestandteil traditioneller iranischer Suppen (Āsch)
In den ländlichen Gegenden der arabischen Länder und Irans ist das Herstellen und Trocknen von Joghurt auch heute noch eine wichtige Konservierungsart für Milch. In einer modernen Umgebung, in der frischer Joghurt verfügbar ist, steht meist dieser anstelle des Original-Kaschk im Rezeptbuch. In Afghanistan bezeichnet man die kleinen Brocken, welche aussehen wie weiße Steine, wie im Türkischen als qurūt auf Dari und als Krut oder Kret auf Paschtu. Diese werden dann bei der Verwendung zum Kochen wieder in Wasser aufgelöst.
In Kasachstan wird ein ähnliches Gericht Kurt genannt. Es wird aus salzigem, luftgetrocknetem Quark hergestellt. Dafür wird saure Milch, im Idealfall Pferdemilch, lange in einem großen gusseisernen Kessel aufgekocht. Die Flüssigkeit wird sodann abgegossen und die feste übrig gebliebene Masse wird gesalzen, zu kleinen Kugeln geformt und getrocknet. In der kasachischen Küche wird Kurt entweder als eine Art Snack verzehrt oder in einer heißen Bouillon aufgelöst und als Nebenspeise getrunken.
In Kirgistan sind die kleinen salzigen Kugeln auch sehr verbreitet. Sie heißen dort „Kurut“ (Курут). Unter ähnlichen Namen (aserbaidschanisch und usbekisch qurut, tatarisch корыт (korıt)) ist das Gericht in ganz Zentralasien und Osteuropa verbreitet. Der Name leitet sich von den Wörtern für trocknen in den jeweiligen Turksprachen ab (vgl. türkisch kurutmak). Die mongolische Version ist quaderförmig und heißt Aaruul (ааруул).